# マーチン角屋
マーチン角屋（マーチンかくや、1969年6月1日 - ）は、日本の漫画家。神奈川県海老名市出身。
1990年に『ヤングマガジン黒豚ルーキー号』掲載の『波乗り天国』でデビューする。『波乗り天国』が初の単行本である。主に青年漫画雑誌に描いている。ハロルド作石のアシスタントを務めていた。
2002年より『P-1ファイターズ』『パチンコ探偵 工藤ちゃん』を『パチンコ777』（竹書房）に連載している。

## 主な作品
- 波乗り天国（ヤングマガジン 海賊版掲載）
- よっ相棒（原作：赤松文彦、週刊漫画サンデー掲載）
- ギャンブル王（週刊漫画サンデー掲載）
- オフ・ショア（ヤングテイオー掲載）
- サロン（学研コミックガイズ短期集中連載、全10話掲載）
- プライベートハイキュー（小学館 ビッグコミックスピリッツ増刊掲載）
- ジャンブラー工藤ちゃん（短期集中連載、近代麻雀オリジナル掲載）
- 蘇る雀狼（短期集中連載、近代麻雀オリジナル掲載）
- 朝陽丸走る（読み切り、小学館ビッグコミックスピリッツ掲載）
- サロン（短期集中連載全10話、学研コミックガイズ掲載）
- オフ・ショア（ぶんか社ヤングテイオー掲載、単行本全1巻）
- 撮（短期集中連載全10話、漫画ゴラクネクスター掲載）
- ギンギラ・スナイパー（漫画アクション掲載）
- 雀狼（漫画アクション掲載）
- 七つ星の竜（漫画パチンコ大連勝掲載）
- ホールに咲いた度胸花（全5話、漫画アクションピザッツ掲載）
- パチ節銀ちゃん（短期集中連載 全10話、別冊漫画ゴラク掲載）
- 花と散れ!（パチスロ7Jr.掲載）
- GTキング（短期集中連載全10話、別冊漫画ゴラク掲載）
- パクリ（週刊漫画ゴラク掲載）
- ゴルバカ（週刊漫画ゴラク掲載）
- ビッグウェーブ（週刊漫画ゴラク掲載）
- わしが星野や! 前後編（ALL実録コミック阪神タイガース掲載）
- 鬼桜花子（読み切り、近代麻雀ゴールド掲載）
- 無双坊主（読み切り、近代麻雀ゴールド掲載）
- ピンクアウト（全17話、ワニマガジンCHUスペシャル掲載）
- ギャンブル王（週刊漫画サンデー掲載）
- よっ相棒（単行本全5巻、ST・マーチン著・原作：赤松文彦、週刊漫画サンデー掲載）
- デンタルドクターひかる（全8話、小学館ビッグコミックスペリオール掲載）
- マーメイド（全10話、小学館ビッグコミックスペリオール掲載）
- 「新宿最強スロッター紋狼」「リュウコ」その他（スロット雑誌掲載）

## 映像化された作品
『ギャンブル王』がVシネマ化された。